# Mkokotoni
Mkokotoni è una cittadina della Tanzania, situata sulla costa nord-occidentale dell'isola di Unguja (Zanzibar), circa 20 km a sud di Nungwi. È capoluogo della regione di Zanzibar Nord.
Mkokotoni è principalmente abitata da pescatori, e ospita un grande mercato del pesce.
Nel 1984 la spiaggia settentrionale di Mkokotoni è stata teatro di un importante ritrovamento archeologico, una grande quantità di antiche monete cinesi. Questo suggerisce che Mkokotoni fosse in passato un porto commerciale lungo le rotte che univano l'Arabia, l'Asia e Zanzibar.
Nel centro della cittadina ci sono i pochi edifici storici e le vecchie sedi delle autorità coloniali britanniche.
Fra i centri abitati situati nei pressi di Mkokotoni si possono citare Mahonda e Kivunge. Al largo della costa di Mkokotoni si trova l'isola di Tumbatu.